# Otopteropus cartilagonodus
Otopteropus cartilagonodus је врста слепог миша из породице великих љиљака (Pteropodidae).

## Распрострањење
Филипини су једино познато природно станиште врсте.

## Станиште
Врста Otopteropus cartilagonodus има станиште на копну.

## Угроженост
Ова врста није угрожена, и наведена је као последња брига јер има широко распрострањење.

### Популациони тренд
Популација ове врсте се смањује, судећи по расположивим подацима.